# 安斯沃斯 (印第安納州)
安斯沃斯（英語：Ainsworth）是位於美國印第安納州萊克縣的一個非建制地區。該地的面積和人口皆未知。